# Geologisch Museum Hofland
Geologisch Museum Hofland is een museum met geologische vondsten aan de Hilversumseweg 51 in de plaats Laren in de provincie Noord-Holland.
Het museum is in 1972 opgericht in samenwerking met de gemeente Laren. Het museum staat op een stuwwal bij het Sint Janskerkhof, de plek waar Laren oorspronkelijk lag. Het omliggende gebied van het museum heeft een grote verscheidenheid aan landschappen. In het westen zijn veengebieden met plassen, in het oosten is de vlakke Eemvallei. Het museum is genoemd naar amateurgeoloog Lucas Hofland die bij zijn overlijden in 1969 zijn zwerfstenencollectie naliet aan de gemeente. Hofland was lid van de in 1957 opgerichte NIVON afdeling Laren. Daaruit ontstond in 1963 de werkgroep amateurgeologie.

## Collectie
De collectie is nadien uitgebreid door diverse aanwinsten en schenkingen. Het museum was eerst gevestigd in een oude boerderij aan het Zevenend in Laren.
In 1988 werd door de gemeente het oude tolhuis aan de Hilversumsestraatweg naast het Sint Janskerkhof in Laren beschikbaar gesteld. In 2006 werd het museum uitgebreid met de Nienhuisvleugel. Door de schenking van deze geoloog werd het mogelijk een grote expositieruimte en een souterrain voor lezingen en collectieopslag te bouwen.

## Tentoonstellingen

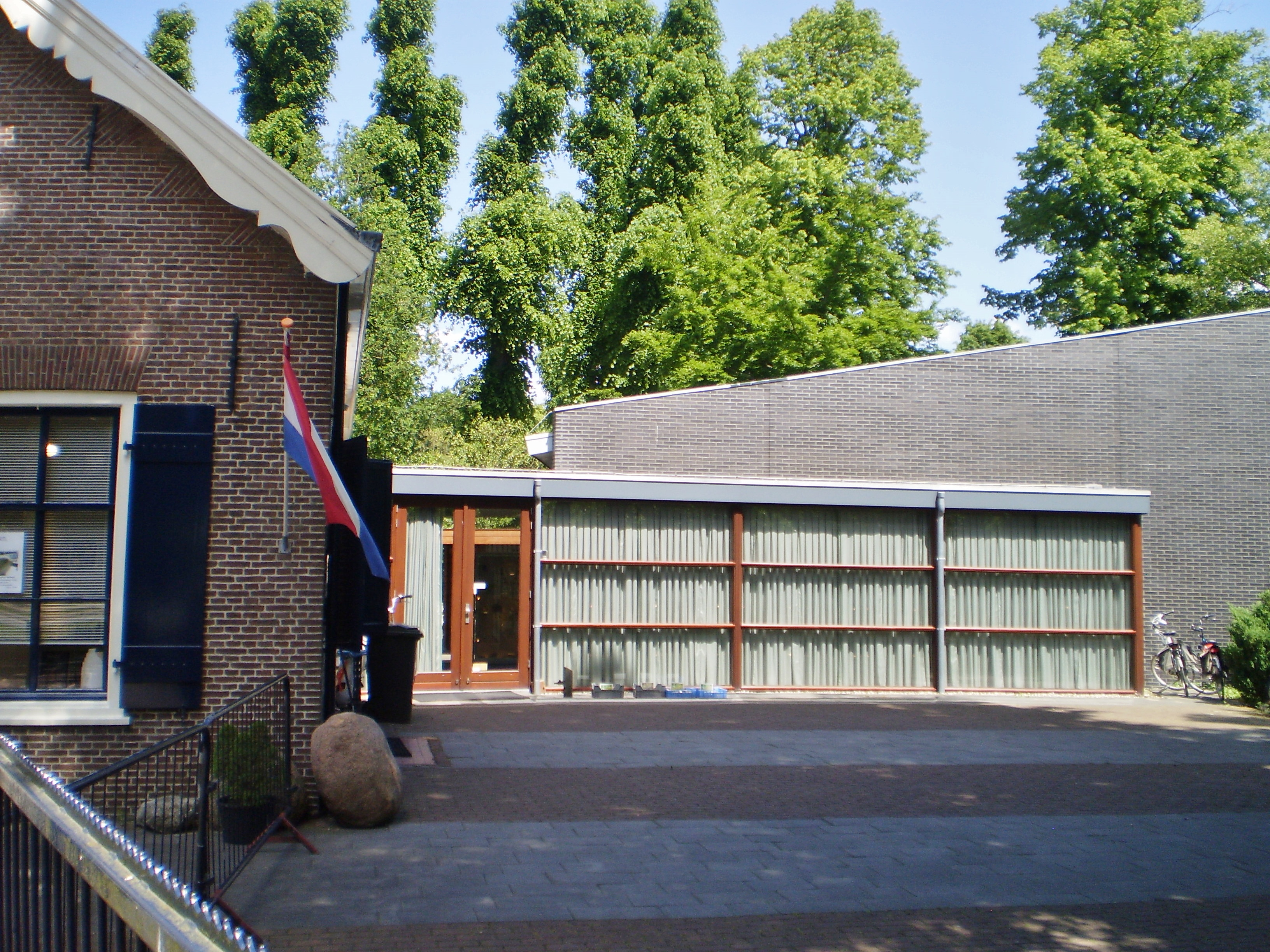
Nieuwbouw

Naast jeugdactiviteiten worden er maandelijks lezingen en thematische rondleidingen verzorgd voor volwassen.
Het 'stenenmuseum' heeft 6 vaste tentoonstellingen:
- Goois Verleden, met stuwwalmaquette
- Geschiedenis van het leven op aarde, fossielen
- Prehistorische grot - een sjamaan vertelt over de opkomst van de mens
- Gesteentecyclus, over de werking van de plaattektoniek en vulkanen
- Mineralen in kristalvormen
- De stenentuin

De begin jaren negentig aangelegde stenentuin met stenen uit de bouwkuil voor de uitbreiding van het gebouw van de Wereldomroep geeft een beeld van de herkomst van zwerfstenen in het Gooi. De zestig ton stenen is afkomstig uit Blaricum, Hilversum maar ook uit het Urkerbos en de Hondsrug.